# Diana Fehr
Diana Fehr (* 9. März 1974) ist eine ehemalige liechtensteinische Skirennläuferin.

## Biografie
Fehr startete bei den Juniorenweltmeisterschaften 1992 und 1993. Im Riesenslalom bei den Weltmeisterschaften 1997 schied sie vorzeitig aus. Bei den Olympischen Winterspielen 1998 wurde sie im Slalom 21. und schied im Riesenslalom vorzeitig aus.
Am 1. März 1998 gab sie in Saalbach-Hinterglemm ihr Debüt im Weltcup, ein weiterer Start folgte 2001 in Ofterschwang.